# Podocarpus neriifolius
Espèce
Classification phylogénétique
Statut de conservation UICN

 LC  : Préoccupation mineure
Podocarpus neriifolius  est une espèce de plantes du genre Podocarpus et de la famille des Podocarpaceae. C'est un conifère trouvé en Asie du Sud-Est. 

## Répartition
L'espèce est trouvée en Asie du Sud-Est.

## Description
C'est un arbre pouvant atteindre 25 mètres de haut.

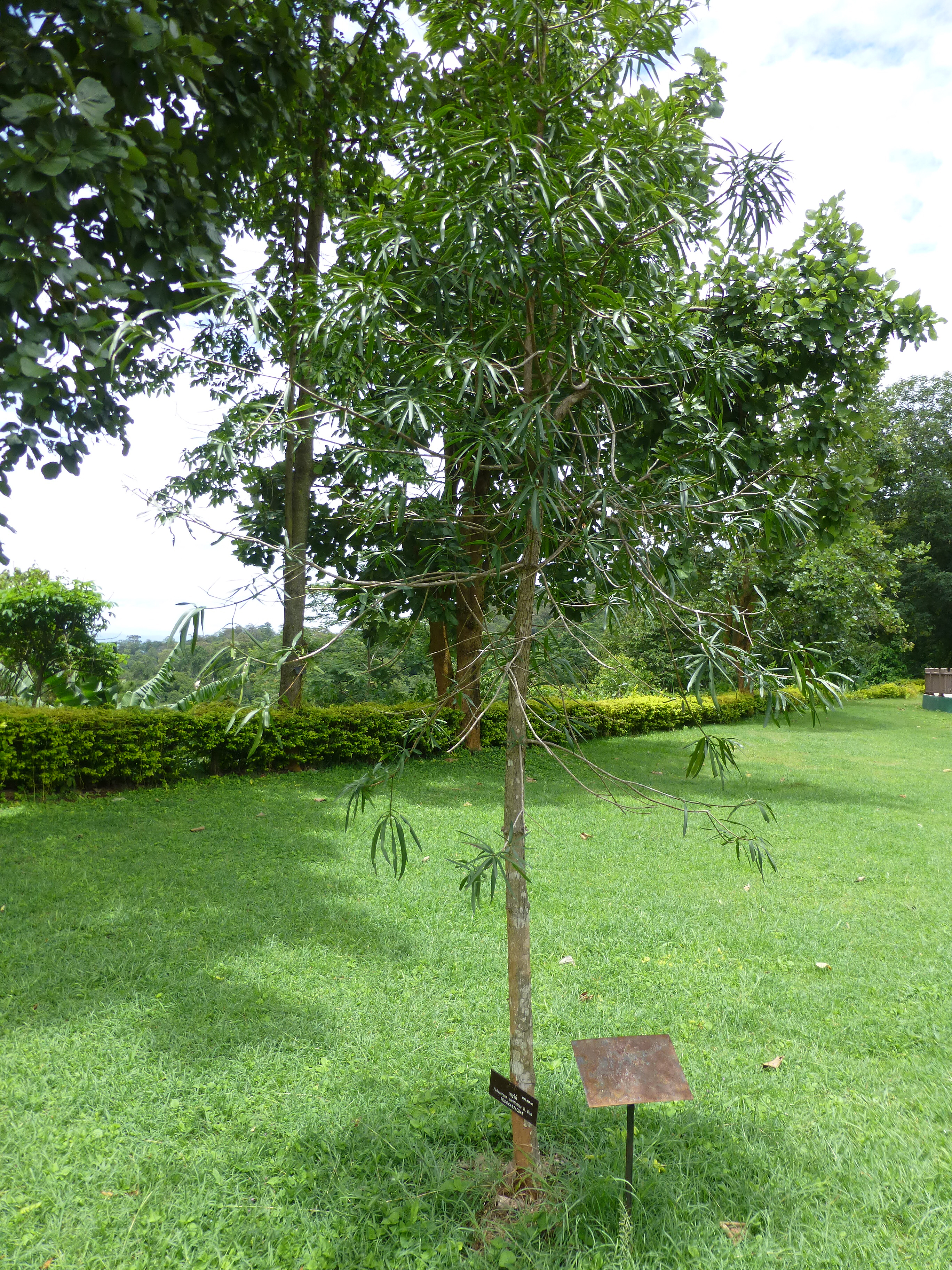
Jeune arbre, au Jardin botanique de la reine Sirikit, en Thaïlande.